# Isla Petrogradsky

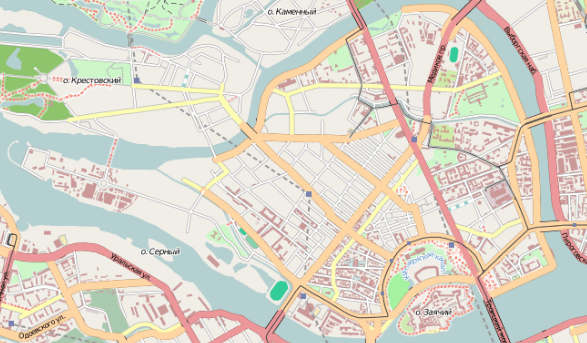
La isla Petrogradsky.

La isla Petrogradsky o isla de Petrograd (en ruso: Петроградский остров) es la tercera isla más grande del delta del río Nevá en San Petersburgo (Rusia). Junto con la isla Zayachy, la isla Aptekarsky y la isla Petrovsky, constituye el lado Petrogradskaya (en ruso: Петроградская сторона). Es el centro administrativo del distrito de Petrogradsky y alberga varias universidades y centros de investigación, así como monumentos históricos e instalaciones culturales y de ocio.

## Geografía

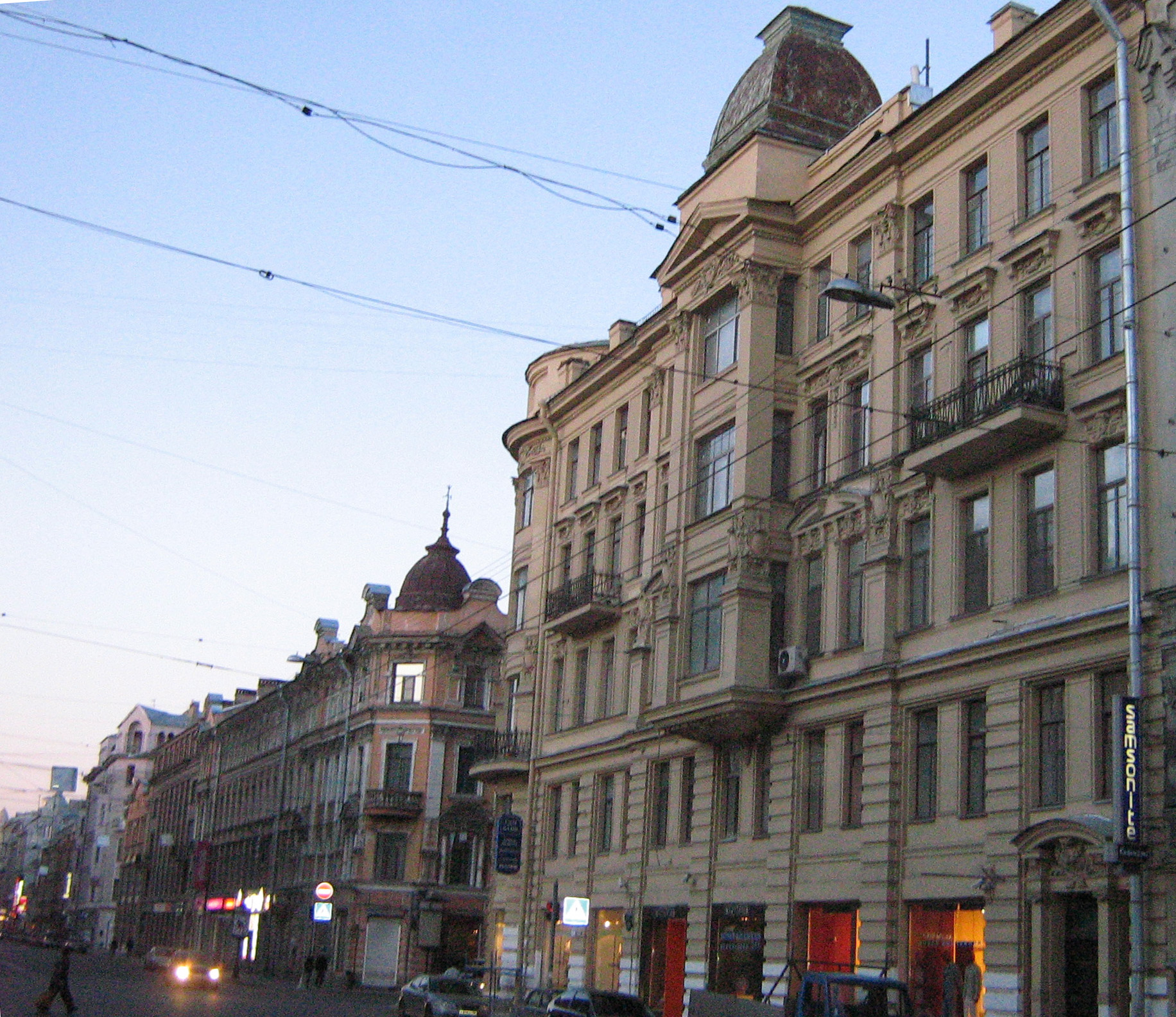
El Bolshoy Prospekt.

La isla Petrogradsky se encuentra entre el río Nevá y su ramal Bolshaya Nevka. Está separada de la isla Aptekarsky al norte por el río Karpovka, de la isla Krestovski al oeste por el Malaya Nevka, de la isla Petrovsky al sur por el río Zhdanovka, y de la isla Zayachy al sureste por el estrecho Kronverksky.
Está conectada al distrito central por el Puente de la Trinidad, a la isla Vasílievski por el Puente Birzhevoy y el Puente Tuchkov, a la isla Petrovsky por el Puente Maly Petrovsky, a la isla Krestovski por los puentes Lazarevsky, Bolshoy y Krestovsky, y al lado Vyborgskaya por los puentes Sampsonievsky y Grenadersky.

## Historia

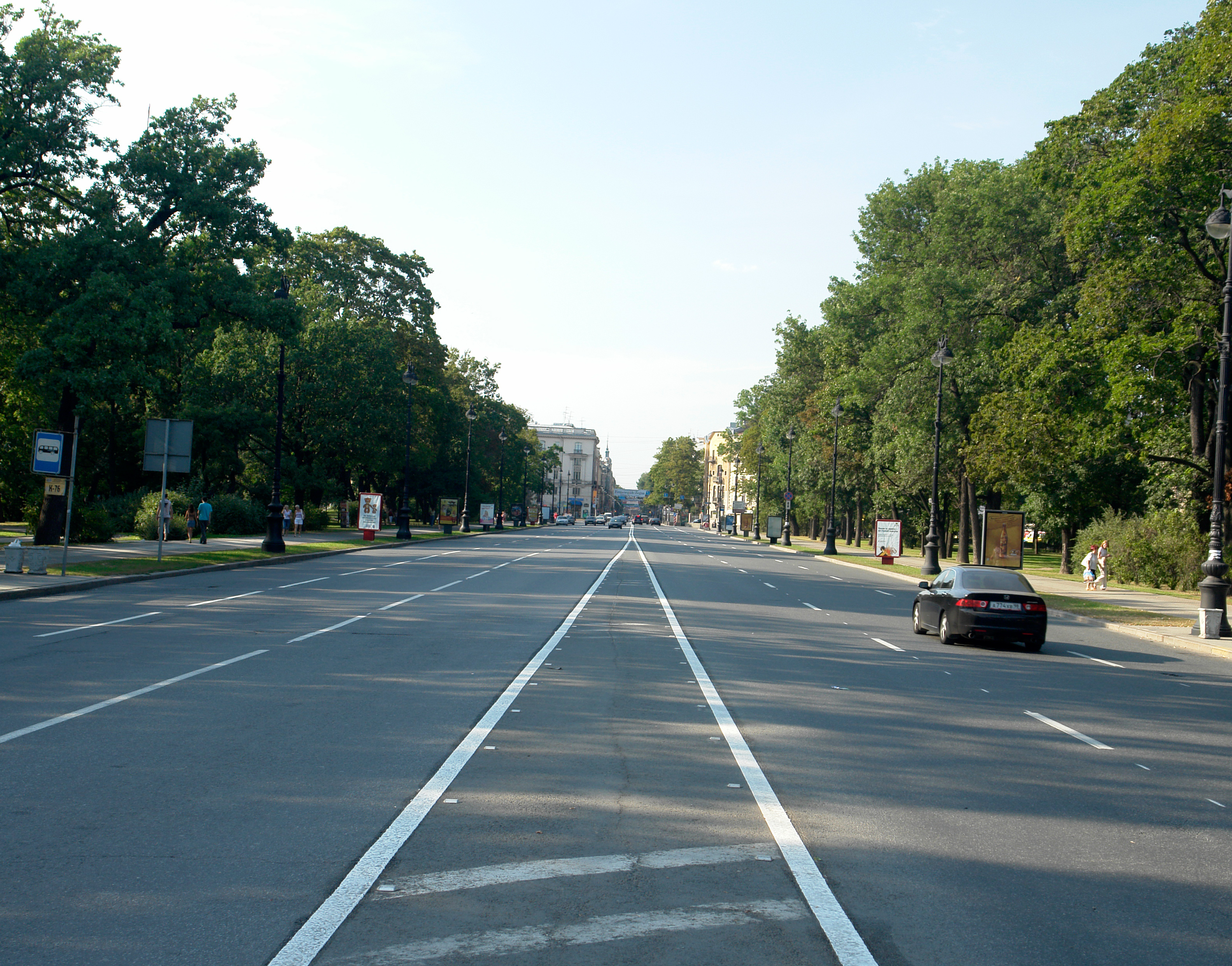
El Kamennoostrovsky Prospekt.

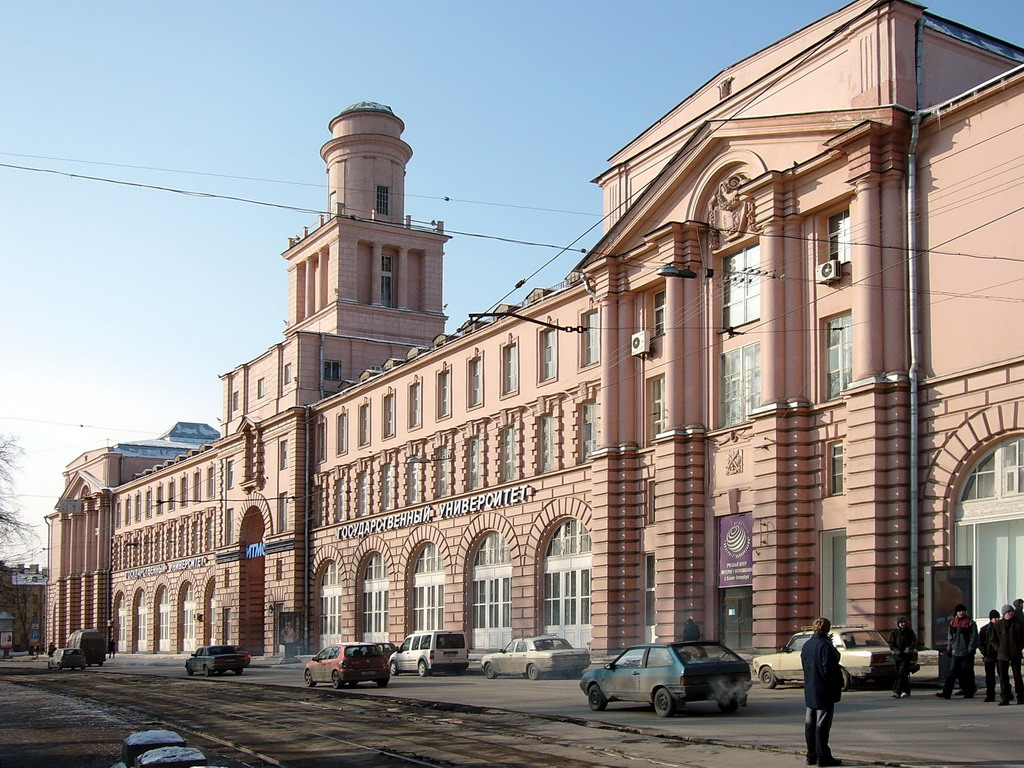
La Universidad Estatal de Tecnologías de la Información, Mecánica y Óptica.

Varias granjas finlandesas y suecas se sumaron a un gran asentamiento ruso, continuando el desarrollo de la isla en el siglo xvii. En 1703 el zar Pedro el Grande puso la primera piedra de la Fortaleza de San Pedro y San Pablo en la cercana isla Zayachy.
Durante esta época, él residió cerca de la actual plaza Troitsky, junto al extremo sureste de la isla. Su nombre cambió varias veces durante esta época, primero de isla Troitsky a isla Gorodovoy o Gorodskoy y posteriormente fue establecida como isla de San Petersburgo tras la muerte de Pedro el Grande. El centro administrativo de San Petersburgo se trasladó a la isla Vasílievski en la década de 1720, y en la década de 1730 se prohibió la construcción de edificios de piedra al norte de la fortaleza del Kronverk. Como resultado, la isla pasó a ser más residencial y más suburbana.
Una de las primeras avenidas principales de la isla, que data de la década de 1730, es el Bolshoy Prospekt, que la cruza desde el noreste hasta el puente Tuchkov, en el suroeste. En esa época los regimientos Yamburgsky, Koporsky, San Petersburgo y Belozersky tenían sus cuarteles en la isla, y la nueva avenida sirvió para conectarlos a todos ellos entre sí. En la década de 1860 empezaron a funcionar tranvías de tracción animal en la calle, que fueron seguidos por los tranvías eléctricos en 1908 y por los trolebuses en 1948.
La otra avenida principal de la isla, el Kamennoostrovsky Prospekt, se cruza con el Bolshoy Prospekt al norte en la plaza Leo Tolstoy y discurre hacia el sureste hasta el actual Puente de la Trinidad. Esta avenida fue trazada en el siglo xviii, y conducía desde la explanada del Kronverk hasta la isla Kámenni. En la década de 1820 era una carretera con pavimento especial. En la década de 1870 empezaron a funcionar tranvías de tracción animal a lo largo de la avenida, y en 1909 se introdujo un tranvía eléctrico. En 1903 la avenida se extendía hasta la plaza Troitskaya.
Cuando San Petersburgo fue renombrada Petrogrado en 1914, la isla recibió su nombre actual, Petrogradsky. Sin embargo, cuando la ciudad fue renombrada de nuevo, esta vez Leningrado, tras la muerte de Lenin, el nombre de la isla no fue cambiado. Por tanto, cuando se restauró el nombre original de la ciudad, San Petersburgo, el nombre de la isla se mantuvo intacto y actualmente es uno de los pocos recordatorios de la época en la que la ciudad se llamaba Petrogrado.

## Lugares de interés

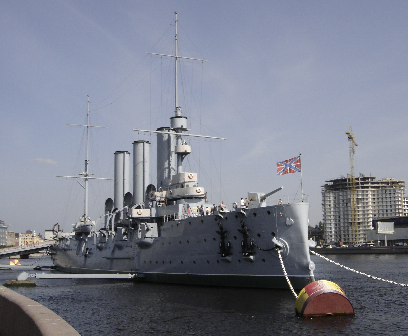
El crucero Aurora.

La isla Petrogradsky alberga varias universidades y centros de investigación importantes. La Universidad Estatal de Medicina Pavlov, situada en el 6/8 de la calle Leo Tolstoy, fue fundada en 1897 como el primer instituto médico para mujeres de Rusia.
La Universidad Estatal de Tecnologías de la Información, Mecánica y Óptica (ITMO) es una de las universidades tecnológicas más importantes de Rusia. La Academia Militar de Ingeniería Espacial A. F. Mozhaisky, situada en el 13 de la calle Zhdanovskaya, es una institución educativa militar politécnica y un centro de investigación espacial.
De interés histórico es el crucero Aurora, el barco más antiguo de la Armada de Rusia y un símbolo de la Revolución de Octubre de 1917. Transformado en un museo desde 1956, está anclado en el Bolshaya Nevka, cerca del puente Sampsonievsky. Justo al norte del Kronverk, en los antiguos Aquarium Gardens, se proyectó la primera película en Rusia en 1896, en los actuales Lenfilm Studios.
La isla también alberga el Baltic House Festival Theatre, el palacio de deportes Yubileyny, el Planetario de San Petersburgo y el Zoológico de Leningrado.